# 无粉锥果栎
无粉锥果栎（学名：Cyclobalanopsis longinux var. kuoi）为壳斗科青冈属下的一个变种。